# The Sims Bustin' Out
The Sims Bustin' Out é o segundo título para consoles da série The Sims, e o primeiro da série a não ser lançado para PC. O jogo possui um ambiente e um motor gráfico em 3D do qual o jogo anterior para console também tinha, no entanto, The Sims Bustin' Out adiciona conteúdo das expansões de The Sims para PC, sendo elas: The Sims: Gozando a Vida, The Sims: Encontro Marcado, The Sims: Superstar. The Sims Bustin' Out está disponível para Game Boy Advance, GameCube, PlayStation 2, Xbox, e N-Gage desde o quarto trimestre de 2003.
Como o título sugere (em tradução livre, Bustin' Out significaria caindo pra fora), os sims podem sair para fora de suas casas para visitar outros lugares, tal como o Shiny Things Lab ou a Casa Caliente. Existem dois modos de jogo: Bust Out Mode, que tem como foco a conclusão de uma série de objetivos, e o Freeplay Mode, que é uma versão de livre do jogo, que é muito semelhante ao estilo de jogo do The Sims original para PC.
A versão para PlayStation 2, continha uma opção para se jogar online. No entanto, o servidor foi desligado em 1 de Agosto de 2008 (no mesmo dia do desligamento do servidor do game da mesma franquia, The Sims Online).

## Gameplay
Na versão do console, Malcolm Landgrabb está atormentando sua vizinhança, roubando itens em troca de rendas em atraso. O objetivo do jogador é completar cada faixa de carreira, e também ir cumprindo as missões de cada estabelecimento em que fica durante um certo emprego, assim desbloqueando vários itens para compra, e comprar de volta muitas posses de todos, tornando-se rico o suficiente para expulsar Malcolm de sua mansão e possuir muitos Simoleons.
As versões do Game Boy Advance e N-Gage Sim coloca o jogador em um lugar chamado "SimValley" para férias de verão. A jogabilidade das versões de GBA e N-Gage são baseadas em objetivos, cada vez que o jogador completa uma série de tarefas, ele avança no jogo. Nestas versões, não há objetos de decoração para desbloquear. Em vez disso, o jogador deve completar todas as tarefas para desbloquear novas casas.
Desviando-se o "ponto-e-clique processo de seleção" até então utilizados em todos os Sims, esta versão permite ao usuário controlar o seu Sim diretamente, usando pad direcional do GBA.
Em ambas as versões, há vários locais que os Sims podem visitar durante todo o curso do jogo. Com o controle dos sims, novas áreas se tornam acessíveis. Na versão de GBA, novos mini-jogos podem ser desbloqueados em determinadas áreas. Na versão de N-Gage, novos mini-games (empregos para os Sims) são desbloqueadas progressivamente quando certas tarefas são feitas. Além disso, os Sims podem recolher três cartuchos de vários locais e jogar jogos clássicos, tais como os telefones móveis "Snakes on a Sims".

## Gameplayonline
A versão para PlayStation 2, continha um modo online de jogo, chamado de "Online Weekend", do qual era muito similar ao The Sims Online. Esse modo permitia que o jogador jogasse com outros jogadores no Freeplay Mode como no Bust Out Mode. Adicionalmente, os jogadores podiam fazer o uso de um teclado e mouse USB para se comunicar com os demais jogadores.
Em 1 de Agosto de 2008, o servidor foi encerrado no mesmo dia que encerrou-se o servidor para o The Sims Online, tornando assim impossível a jogatina online.

## Recepção
| Críticas profissionais | Críticas profissionais                                               |
| Avaliações da crítica  | Avaliações da crítica                                                |
| Fonte                  | Avaliação                                                            |
| ---------------------- | -------------------------------------------------------------------- |
| IGN                    | 8.2/10 (NGC) 8.0/10 (PS2) 8.0/10 (Xbox) 7.0/10 (N-Gage) 8.0/10 (GBA) |
| Gamespot               | 8.3/10 (NGC) 8.3/10 (Xbox) 8.3/10 (PS2) 7.4 (N-Gage)                 |

The Sims Bustin' Out recebeu análises positivas. Os sites GameRankings e Metacritic deram para a versão de PlayStation 2 83.44% e 81/100, 80.76% e 81/100 para a versão de GameCube, 79.42% e 81/100 para a versão de Xbox, 78.59% para a versão do game para N-Gage, e 77.87% para a versão de Game Boy Advance.